# Sada Williams
Sada Williams (Bridgetown, 1 de diciembre de 1997) es una deportista barbadense que compite en atletismo, especialista en las carreras de velocidad.
Ganó dos medallas de bronce en el Campeonato Mundial de Atletismo, en los años 2022 y 2023, ambas en la prueba de 400 m.
Fue la abanderada de Barbados en la ceremonia de apertura de los Juegos Olímpicos de París 2024 junto con el nadador Jack Kirby.

## Palmarés internacional
| Campeonato Mundial | Campeonato Mundial      | Campeonato Mundial | Campeonato Mundial |
| Año                | Lugar                   | Medalla            | Prueba             |
| ------------------ | ----------------------- | ------------------ | ------------------ |
| 2022               | Eugene (Estados Unidos) | Medalla de bronce  | 400 m              |
| 2023               | Budapest (Hungría)      | Medalla de bronce  | 400 m              |